# 30112 Weistrop
30112 Weistrop è un asteroide della fascia principale. Scoperto nel 2000, presenta un'orbita caratterizzata da un semiasse maggiore pari a 2,3138952 au e da un'eccentricità di 0,1478405, inclinata di 7,65145° rispetto all'eclittica.